# Eucalyptus crebra
Espèce
Classification phylogénétique
Eucalyptus crebra est une espèce de plantes à fleurs du genre Eucalyptus et de la famille des Myrtaceae. C'est un arbre de grande taille (entre 25 et 35 mètres) originaire d'Australie.

## Description
L'écorce rugueuse grise est tachetée de jaune et d'orange. Les feuilles lancéolées étroites sont d'un gris-vert uni et mesurent 7 à 15 cm de longueur sur 0,9 à 1,7 cm de largeur. Les petites fleurs blanches apparaissent de la fin de l'automne au printemps et sont suivies par des petites gousses.
Il produit beaucoup de nectar et son bois est utilisé en construction.

## Distribution et habitat
On le trouve dans l'est de l'Australie, du sud-ouest de Picton au nord de Sydney en Nouvelle-Galles du Sud jusqu'à proximité de Cairns dans le Queensland. Il pousse dans des sols sablonneux.

## Galerie

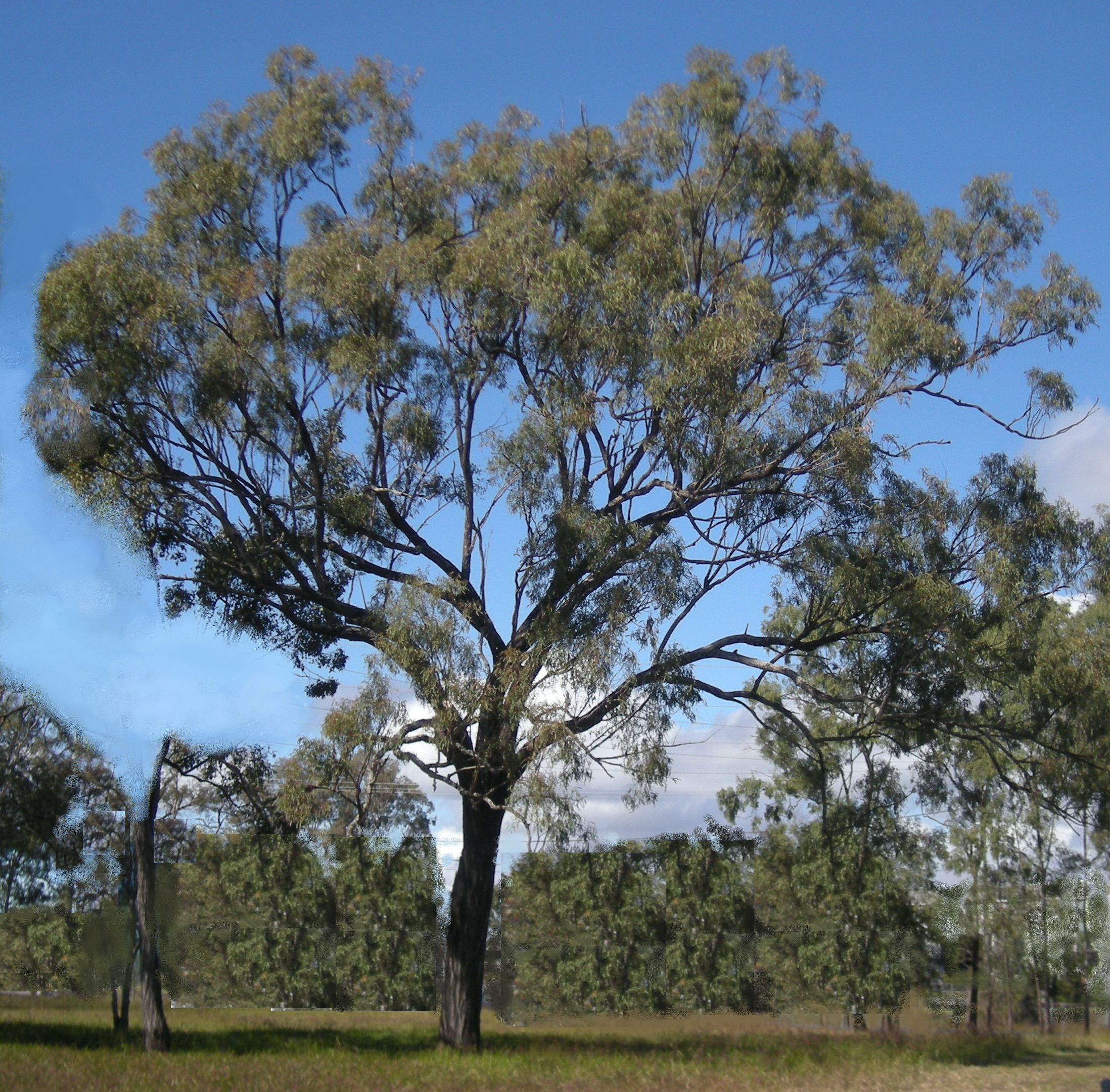
Port.
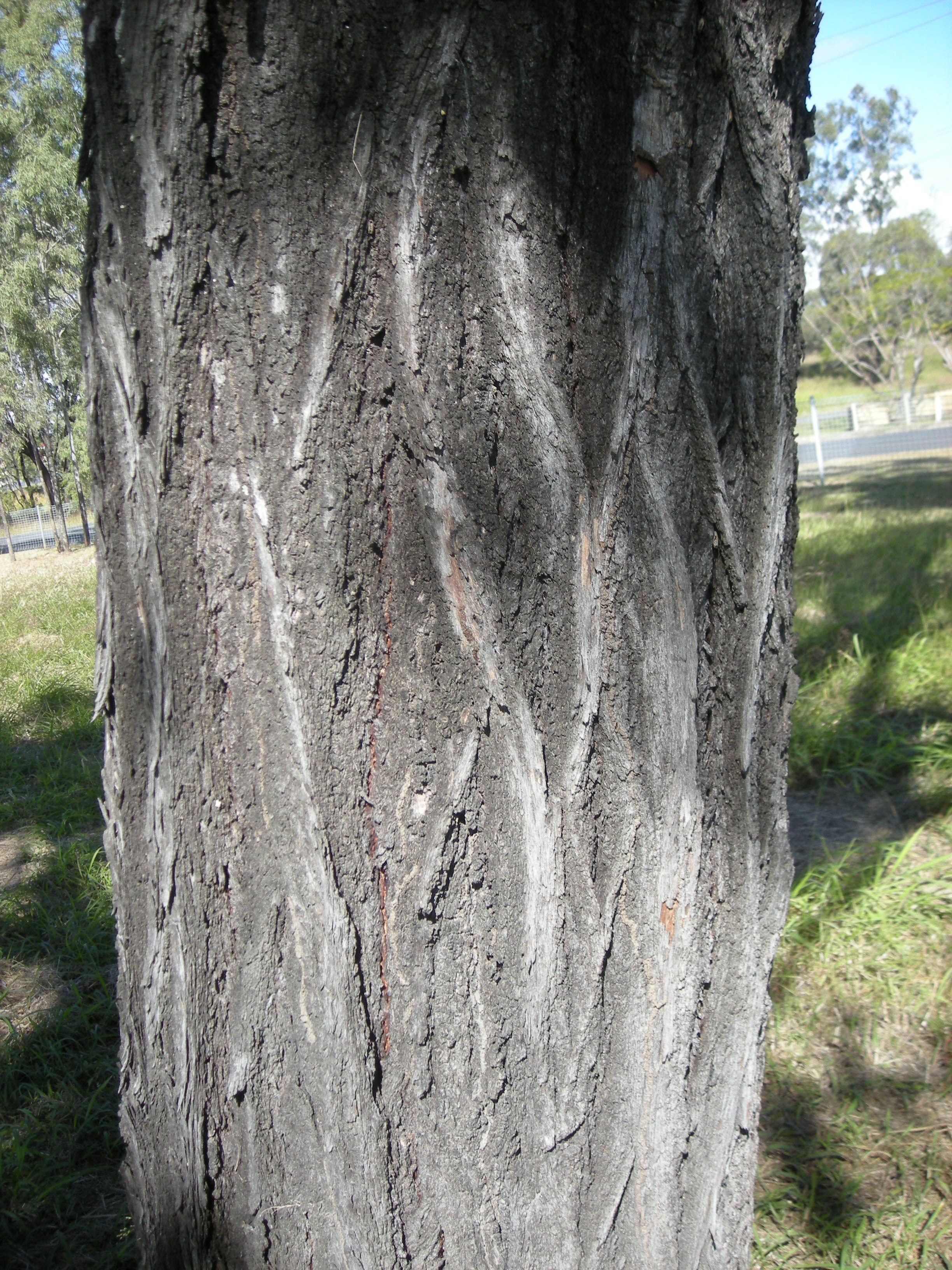
Écorce.